# إليوتيريو كوينتانايلا
إليوتيريو كوينتانايلا (بالإسبانية: Eleuterio Quintanilla)‏ هو نقابي إسباني، ولد في 24 أكتوبر 1886 في خيخون في إسبانيا، وتوفي في 18 يناير 1966 في بوردو في فرنسا.